# 普斯陶乔拉德
普斯陶乔拉德，是匈牙利杰尔-莫雄-肖普朗州所辖的一个村。总面积24.06平方公里，总人口256，人口密度10.6人/平方公里（2011年1月1日）。